# Table de Jugurtha

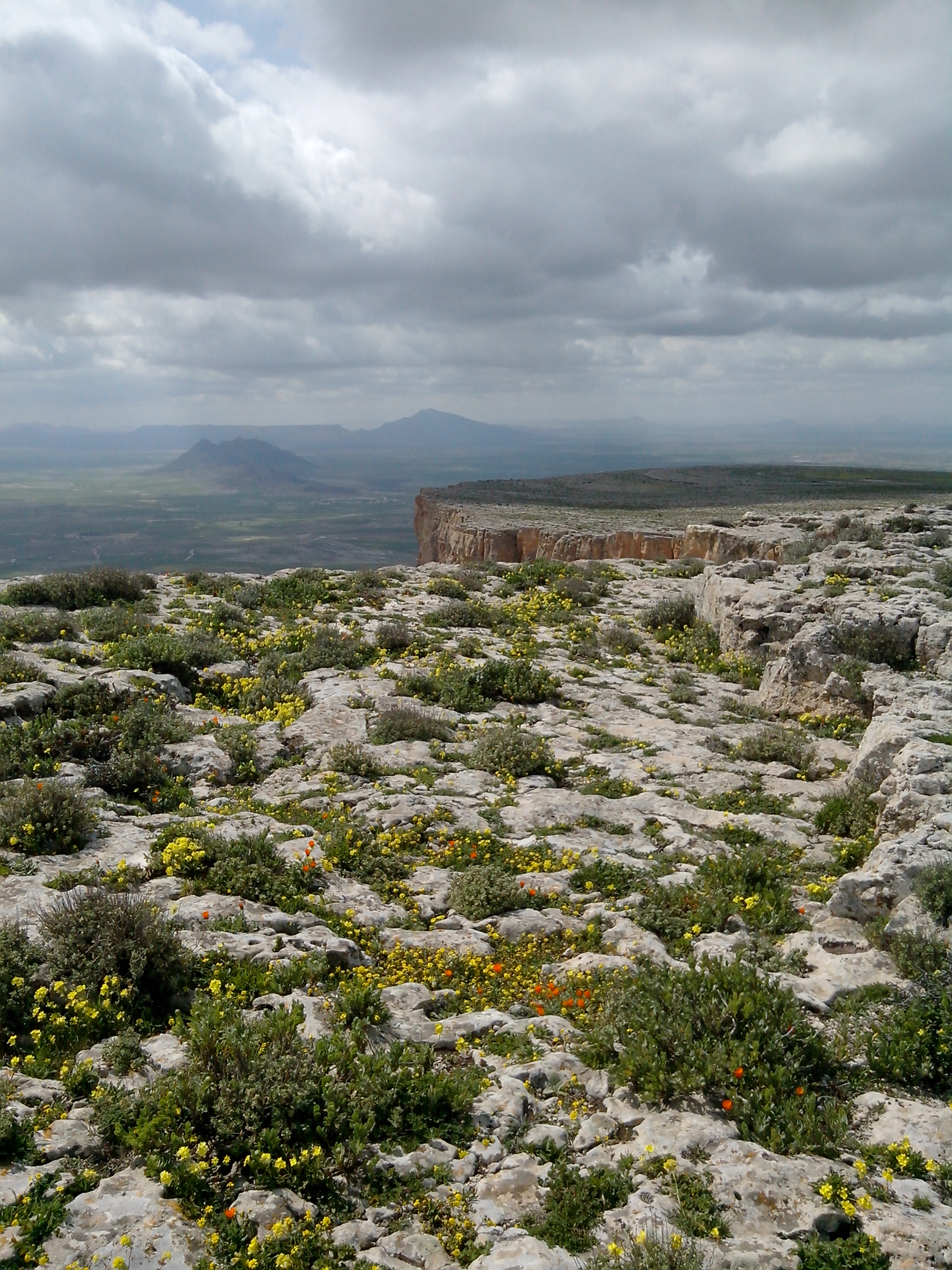
Blick vom Gipfelplateau

Der Table de Jugurtha genannte und maximal 1271 m hohe Bergzug in Tunesien besteht aus einem markanten Tafelberg und weiteren kleineren Nebengipfeln. Das hauptsächlich aus Kalkstein bestehende Bergmassiv stellt einen Teil des Tunesischen Rückens (Dorsale) dar; es ist von der Erosion stark ausgewaschen und zerfurcht. Ausgiebige Niederschläge fallen nur in den Wintermonaten November bis Februar; Schneefälle sind selten und schmelzen schnell. Der Table de Jugurtha wurde 2017 in die Vorschlagsliste Tunesiens zum UNESCO-Welterbe aufgenommen.

## Lage
Das Bergmassiv des Table de Jugurtha befindet sich etwa 7 Kilometer (Luftlinie) östlich der algerischen Grenze bei der Kleinstadt Kalâat Senan auf dem Gebiet des Gouvernements Kef; die Stadt Tunis ist ca. 235 km (Fahrtstrecke) in nordöstlicher Richtung entfernt.

## Besteigung
Eine über weite Strecken asphaltierte Straße führt bis auf eine Höhe von etwa 1100 Metern; das etwa anderthalb Kilometer entfernte Gipfelplateau ist ein beliebter Aussichtspunkt mit weitem Blick über den Norden Tunesiens bis hinein nach Algerien.

## Flora und Fauna
Die Vegetation ist eher spärlich und umfasst kleinere Blütenpflanzen und Gräser; die ehemals wahrscheinlich zu Füßen des Berges oder an den Bergflanken vorhandenen Kiefernwälder sind komplett verschwunden.
Anders als im weiter südlich gelegenen Nationalpark des Djebel Chambi ist die Tierwelt vom Menschen stark zurückgedrängt worden. Manchmal sieht man Adler, Geier und Wanderfalken; größere Säugetiere sind jedoch nicht präsent.

## Geschichte
Die steil aufragenden Flanken machten den Berg in früheren Zeiten als Rückzugsort oder Fluchtburg attraktiv. Zahlreiche in das Felsplateau gehauene Zisternenbecken sowie Grotten und Mauerreste einer Festung deuten auf eine ehemalige menschliche Nutzung hin. Der Überlieferung gemäß soll sich bereits im Jahr 105 v. Chr. der Numiderkönig Jugurtha vor den angreifenden Römern auf den Berg zurückgezogen haben; er wurde bei der Belagerung gefangen genommen und in Rom hingerichtet.
Der Table de Jugurtha wird auch als Rückzugsort des Vandalenkönigs Gelimer vermutet. Nach dreimonatiger Belagerung kapitulierten die Vandalen im April 534 vor dem römischen Feldherrn Pharas, womit das Ende des Vandalenreichs in Afrika vollzogen war.
Der Berg wurde aber auch – vielleicht schon damals – als Sommerweide für Schafe und Ziegen genutzt. Auch eine kleine Moschee aus neuerer Zeit ist hier zu finden.